# Leyla Açba
Prinzessin Leyla Gülefşan Açba-Ançabadze (* 10. August 1898 in Konstantinopel; † 6. November 1931 in Sivas) war eine Prinzessin am osmanischen Hof. Sie war die Tochter des abchasischen Prinzen Mehmet-Refik-Bey Achba-Anchabadze und der georgischen Prinzessin Machscheref Emukhvari. Ihre Familie gehörte zum kaukasisch-russischen Hochadel, der während des Russisch-Osmanischen Krieges 1877 nach Istanbul ausgewandert war.
Ihre Tante mütterlicherseits, Prinzessin Peyveste Emuhvari, war die Gattin von Sultan Abdülhamid II., der von 1876 bis 1909 regierte. Auch ihre Cousine Prinzessin Fatma Pesend Achba, wurde später die Gattin von Sultan Abdülhamid II.
Ab 1919 trat Prinzessin Achba in den Palastdienst ein, wie einige ihrer Verwandten auch und wurde die Hofdame der letzten osmanischen Kaiserin Emine Nazikeda.
Prinzessin Achba diente ihrer Herrin, bis die Kaiserin und die restliche Sultansfamilie ins Exil geschickt wurde. Nach der Gründung der Türkischen Republik, zog sie zu ihrer Tante nach Sivas, wo sie völlig verarmt 1931 an Tuberkulose starb. Kurz vor ihrem Tod verfasste sie ihre Memoiren, die über das Leben am Sultanshof detailliert berichten.
Prinzessin Achba war die erste osmanische Hofdame, die ihre Memoiren niedergeschrieben hat. Ihre Cousine Prinzessin Mihri Achba (später wurde sie unter dem Namen Mihri Müşfik bekannt) war der erste weibliche Künstler in der Türkei.

## Werke
- L. A. p.m.: Bir Çerkes Prensesinin Harem Hatıraları. Hrsg.: Edadil Açba. 4., erweiterte Auflage. Timaş, Istanbul 2010, ISBN 978-6-05114225-8.

| Personendaten    | Personendaten                                                         |
| ---------------- | --------------------------------------------------------------------- |
| NAME             | Açba, Leyla                                                           |
| ALTERNATIVNAMEN  | Açba-Ançabadze, Leyla Gülefşan; Achba, Leyla; Achba-Anchabadze, Leyla |
| KURZBESCHREIBUNG | abchasische Prinzessin am osmanischen Hof                             |
| GEBURTSDATUM     | 10. August 1898                                                       |
| GEBURTSORT       | Istanbul                                                              |
| STERBEDATUM      | 6. November 1931                                                      |
| STERBEORT        | Sivas                                                                 |